# Podsavezna nogometna liga Nova Gradiška 1967./68.
Podsavezna nogometna liga Nova Gradiška (također i kao Liga Nogometnog podsaveza Nova Gradiška) je bila liga petog stupnja nogometnog prvenstva Jugoslavije u sezoni 1967./68. Sudjelovalo je 6 klubova, a prvak je bio "Psunj" iz Okučana.  

## Ljestvica
| mj. | klub                       | ut. | pob. | ner. | por. | gol+ | gol- | bod |
| --- | -------------------------- | --- | ---- | ---- | ---- | ---- | ---- | --- |
| 1.  | Psunj Okučani              | 10  | 8    | 0    | 2    | 47   | 12   | 16  |
| 2.  | Omladinac Vrbova           | 10  | 8    | 0    | 2    | 27   | 19   | 16  |
| 3.  | Slavija Staro Petrovo Selo | 10  | 3    | 2    | 3    | 21   | 25   | 8   |
| 4.  | Partizan Medari            | 10  | 4    | 0    | 6    | 23   | 31   | 8   |
| 5.  | Graničar Laze              | 10  | 3    | 2    | 5    | 22   | 34   | 8   |
| 6.  | Slavonac Nova Kapela       | 10  | 1    | 2    | 7    | 15   | 38   | 4   |

## Rezultatska križaljka
| kratica | klub                       | GRA | OML | PAR | PSU | SLAVI | SLAVO |
| --- | -------------------------- | --- | --- | --- | --- | ----- | ----- |
| GRA | Graničar Laze              |     |     |     |     |       |       |
| OML | Omladinac Vrbova           |     |     |     |     |       |       |
| PAR | Partizan Medari            |     |     |     |     |       |       |
| PSU | Psunj Okučani              |     |     |     |     |       |       |
| SLAVI | Slavija Staro Petrovo Selo |     |     |     |     |       |       |
| SLAVO | Slavonac Nova Kapela       |     |     |     |     |       |       |
| |                            |     |     |     |     |       |       |
| podebljan rezultat - utakmice od 1. do 5. kola (1. utakmica između klubova) rezultat normalne debljine - utakmice od 6. do 10. kola (2. utakmica između klubova) rezultat nakošen - nije vidljiv redoslijed odigravanja međusobnih utakmica iz dostupnih izvora rezultat smanjen * - iz dostupnih izvora nije uočljiv domaćin susreta prekrižen rezultat - poništena ili brisana utakmica p - utakmica prekinuta 3:0 p.f. / 0:3 p.f. - rezultat 3:0 bez borbe |                            |     |     |     |     |       |       |

 Izvori: